# Ofensiva sobre al-Hawl
L'ofensiva sobre Al-Hawl va ser una ofensiva realitzada per les Forces Democràtiques sirianes (FDS) durant la Guerra civil siriana, per tal de capturar la ciutat estratègica d'Al-Hawl i les zones circumdants en mans l'Estat Islàmic (EI). L'ofensiva es va realitzar en diferents operacions a tres àrees diferents: Tell Brak, Al-Hawl i les àrees del sud de la ciutat d'Al-Hasakah.

## L'ofensiva

### Al-Hawl
L'ofensiva va començar el 31 d'octubre de 2015.
Durant la primera setmana de l'ofensiva, les FDS van capturar diverses poblacions i altres posicions d'EI properes a Al-Hawl, i al sud-est de la ciutat d'Al-Hasakah. Un lluitador canadenc va resultar mort aquesta primera setmana, a causa de la pèrdua de sang causada per una bala. Un dirigent d'EI procedent de la regió rusa del Daguestan també va morir durant els enfrontaments la primera setmana. Les FDS en acavar la setmana van aconseguir el control de 12 pobles. El 6 de novembre, les FDS van capturar l'àrea al voltant del poble de Nazilah, incloent els camps preiolers de Tishrin.
La segona setmana les FDS van capurar parts de la carretera entre l'Al-Hasakah i Al-Shaddadi. Durant la setmana, les FDS havien capturat uns 36 pobles, 350 quilòmetres quadrats de terra i van matar 178 militants jihadistes.
L'11 de novembre, les FDS va continuar el seu ofensiu i va capturar al-Khatuniyah, nord-est d'Al-Hawl, mentre també avançant en el camp del sud d'Al-Hasakah ciutat. Com a mínim 7 lluitadors de FDS van morir durant els enfrontaments. L'endemà, FDS va capturar dos pobles en mans d'EI, mentre que com a mínim 14 militants d'EI van morir pels bombardejos d'EEUU.
El 16 de novembre, les FDS van capturar els camps petriolers d'Al-Hawl, al sud-oest d'Al-Hawl. Fins a la data esmentada, ja havien capturat gairebé 200 poblacions, 1.362 quilòmetres quadrats de territori, havien mort 493 militants d'EI i 33 combatents kurds i 4 civils van morir en els enfrontaments.

### Al sud d'al-Hasakah
Durantla setmana del 23 de novembre, les FDS van continuar la seva ofensiva, avançant des de la base del Regiment 121 cap al del sud, i d'Al-Hawl cap al sud-oest, capturant diversos pobles. El 22 de novembre, les FDS va assolir la part del nord del Del sud Hasakah Dam, capturant el neighboring poble de Taban. El dia 30 de novembre, les forces kurdes van capturar Umm Madhah, la presa sud de Hasakah i la població de Qana, a 25 quilòmetres al nord d'Al-Shaddadi. El resultat final de l'operació, va ser l'alliberament de més de 240 poblacions.